# Termalica Bruk-Bet Nieciecza Klub Sportowy
Termalica Bruk-Bet Nieciecza é uma equipe polonesa de futebol com sede em Nieciecza. Disputa a segunda divisão de Polónia.
Seus jogos são mandados no Estádio Bruk-Bet Termalica, que possui capacidade para 4.595 espectadores.

## História
O LKS Nieciecza foi fundado em 1922.

## Elenco 2016
Atualizado em 28 de abril de 2016
Nota: Bandeiras indicam equipe nacional, conforme definido pelas regras de elegibilidade da FIFA. Os jogadores podem ter mais de uma nacionalidade não-FIFA.
| N.º |            | Posição | Jogador                |
| --- | ---------- | ------- | ---------------------- |
| 2   | Polónia    | D       | Dawid Sołdecki         |
| 4   | Polónia    | D       | Michał Markowski       |
| 5   | Polónia    | D       | Sebastian Ziajka       |
| 6   | Polónia    | M       | Bartłomiej Babiarz     |
| 7   | Polónia    | M       | Tomasz Foszmańczyk     |
| 8   | Polónia    | D       | Patryk Fryc            |
| 9   | Polónia    | M       | Bartłomiej Smuczyński  |
| 10  | Polónia    | M       | Dawid Plizga           |
| 11  | Eslováquia | M       | Patrik Mišák           |
| 17  | Eslováquia | D       | Dalibor Pleva          |
| 18  | Eslováquia | D       | Pavol Staňo            |
| 20  | Polónia    | M       | Jakub Biskup (Capitão) |

| N.º |            | Posição | Jogador               |
| --- | ---------- | ------- | --------------------- |
| 21  | Letónia    | A       | Vladislavs Gutkovskis |
| 22  | Polónia    | G       | Andrzej Witan         |
| 24  | Polónia    | A       | Wojciech Kędziora     |
| 25  | Polónia    | M       | Mateusz Kupczak       |
| 27  | Polónia    | D       | [Dariusz Jarecki      |
| 77  | Ucrânia    | D       | Artem Putivtsev       |
| 80  | Polónia    | G       | Krzysztof Pilarz      |
| 82  | Polónia    | G       | Sebastian Nowak       |
| 88  | Ucrânia    | A       | Volodymyr Koval       |
| 90  | Montenegro | A       | Stefan Nikolić        |
| 92  | Eslovénia  | A       | Elvis Bratanović      |
| 99  | Eslováquia | M       | Martin Juhar          |